# Holorusia glebosa
Holorusia glebosa är en tvåvingeart som beskrevs av Alexander 1971. Holorusia glebosa ingår i släktet Holorusia och familjen storharkrankar. Inga underarter finns listade i Catalogue of Life.